# Masuka (cratère)
Masuka est un cratère d'impact à la surface de Mercure. 
Le cratère a ainsi été nommé par l'Union astronomique internationale le 13 août 2024 en hommage à la chanteuse zimbabwéenne de jazz Dorothy Masuka (1935-2019),. 
Son diamètre est de 38 km. Il se situe dans le Quadrangle de Victoria (quadrangle H-2) de Mercure.